# Yu Shulong
Dans ce nom, le nom de famille, Yu, précède le nom personnel.
Yu Shulong, né le 19 février 1990 à Jilin en Chine, est un joueur de basket-ball chinois, évoluant aux postes de meneur et d'arrière.